# Tupesy
Tupesy (en allemand : Tupes) est une commune du district d'Uherské Hradiště, dans la région de Zlín, en République tchèque. Sa population s'élevait à 1 148 habitants en 2020.

## Géographie
Tupesy se trouve à 10 km à l'ouest-nord-ouest d'Uherské Hradiště, à 27 km au sud-ouest de Zlín, à 57 km à l'est-sud-est de Brno et à 239 km au sud-est de Prague.
La commune est limitée par Břestek au nord-ouest, par Velehrad au nord-est, par Zlechov au sud et par Buchlovice à l'ouest.

## Histoire
Le village est mentionné pour la première fois en 1220 comme propriété du monastère de Velehrad.